# Viggo Mortensen
Viggo Peter Mortensen, Jr., dansko-ameriški igralec, poet, glasbenik in fotograf, * 20. oktober 1958, New York, New York, ZDA.
Najbolj znan je po vlogi Aragorna v trilogiji Gospodar prstanov. Za vlogo Nikolaja Lužina v filmu Vzhodnje obljube je dobil oskarja, nastopal pa je tudi v filmski priredbi romana pisatelja Cormaca McCarthyja, Cesta.

## Zasebno življenje
Rojen je bil v New Yorku, a je večino otroštva preživel v Argentini in na Danskem, očetovih domovinah. Ima sina Henrya s svojo nekdanjo ženo.
Je poliglot, saj zna govoriti dansko ter špansko in  razume  francosko, italijansko ter švedsko.
Leta 2002 je ustanovil založbo Perceval Press, ki malo poznanim avtorjem in umetnikom omogoča objavo njihovih del.